# 総合情報学部
総合情報学部（そうごうじょうほうがくぶ）は、情報学などの総合を、あるいは情報学などを総合的に扱う学部である。
情報学部#名称に「情報」を有する学部 も参照。

## 総合情報学部を置く日本の大学の一覧
- 関西大学 - 文理融合型（関西大学総合情報学部）
- 大阪電気通信大学 - 理工学系（大阪電気通信大学総合情報学部）
- 東京情報大学 - 文理融合型（東京情報大学総合情報学部）
- 東洋大学 - 文理融合型（東洋大学総合情報学部）
- 長崎総合科学大学 - 理工学系（長崎総合科学大学総合情報学部）

## かつて総合情報学部を置いていた日本の大学
- 岡山理科大学 - 理工学系（1997年に総合情報学部を設置。2017年に学生の募集停止）